# آبل پارکر آپشور
آبل پارکر آپشور (انگلیسی: Abel P. Upshur; ۱۷ ژوئن ۱۷۹۰ – ۲۸ فوریهٔ ۱۸۴۴) سیاست‌مدار اهل ایالات متحده آمریکا بود.